# Pszichopatológia
A pszichiátria tudományának az a része, amely az elme kóros működésének leírásával foglalkozik.
A pszichopatológia két részre bontható: egyik része az elmeműködés részelemei (észrevevés, érzékelés, gondolkodás, érzelmi élet, emlékezés, figyelem, akarati élet, értelem, pszichomotorium, ösztönélet, tudat) zavarainak leírása (általános pszichopatológia), másik része az egyes elmebetegségeknek, az általános pszichopatológiában használt, ott definiált fogalmakkal történő leírása.
A személyiséglélektan és a pszichopatológia két különálló tudományterület. Átfedésük részét képezik típuselméletek, vagy más néven az úgynevezett vonzáselméletek. Ezek a 20. században az akadémikus pszichológiából fejlődtek ki.